# Il presidente della Ba. Ce. Cre. Mi.
Il presidente della Ba. Ce. Cre. Mi. è un film italiano del 1933 diretto da Gennaro Righelli.

## Trama
Ba. Ce. Cre. Mi. è la sigla della piccola Banca Centrale di Credito Minerario, banca che dipende dal commendator Mandragola. Il commendatore incontra Beguinette, una donna vivace e sbarazzina e, credendola la moglie dell'ingegner Rossi, candidato alla presidenza della banca, comincia a corteggiarla. Alla fine il commendatore si accorge dell'equivoco, ma Béguinette passa dalle braccia di Rossi a quelle di Mandragola.